# Isala
Genre
Isala est un genre d'araignées aranéomorphes de la famille des Thomisidae.

## Distribution
Les espèces de ce genre sont endémiques d'Australie.

## Liste des espèces
Selon World Spider Catalog (version 22.0, 29/06/2021) :
- Isala arenata (Machado, 2019)
- Isala cambridgei (Thorell, 1870)
- Isala longimana (Thorell, 1881)
- Isala palliolata (Simon, 1908)
- Isala punctata L. Koch, 1876
- Isala rufiventris (Bradley, 1871)
- Isala similis (Machado, 2019)
- Isala spiralis (Machado, 2019)

## Publication originale
- L. Koch, 1876 : Die Arachniden Australiens. Nürnberg, vol. 1, p. 741-888 (texte intégral).